# Ébréon
Ébréon település Franciaországban, Charente megyében. Lakosainak száma 139 fő (2022. január 1.). Ébréon Saint-Fraigne, Souvigné, Tusson és Aigre községekkel határos.

## Népesség
A település népessége az elmúlt években az alábbi módon változott:
| Lakosok száma | 215  | 188  | 174  | 157  | 160  | 154  | 143  | 140  | 138  | 139  |
|               | 1968 | 1982 | 1990 | 2006 | 2013 | 2015 | 2017 | 2019 | 2020 | 2022 |